# Auguste Bonamy
Pour les autres membres de la famille, voir Famille Bonamy.
Auguste Bonamy est un ingénieur français né le 28 avril 1806 à Nantes et mort le 29 août 1862 dans la même ville.

## Biographie
Auguste Joachim Théodore Bonamy est le fils de Pierre Bonamy, capitaine corsaire, et de Fortunée Dosset du Breuil, le petit-fils de François Bonamy, ainsi que le frère d'Eugène Charles Bonamy. À l'âge de deux ans, il perd son père, disparu en mer.
Bénéficiant d’une demi-bourse du ministère de la Marine, il est admis à l’École polytechnique en 1825, avant de suivre ses études à l’École des ponts et chaussées en 1828, et y sort ingénieur des ponts et chaussées en 1832. Lors de ces études à Paris, Auguste adhère au saint-simonisme et y fait entrer son frère Eugène, également à Paris pour ses études.
Prenant ses distances avec le mouvement saint-simonien, à la suite notamment des critiques de Jules Lechevalier à l’encontre d’Enfantin et de ses propres réflexions, il prend connaissance des leçons de Jules Lechevalier sur « le système de Fourier », s'abonne au journal Le Phalanstère et rejoint le mouvement fouriériste, comme le firent plusieurs anciens saint-simoniens.
Alors en poste comme ingénieur à Bressuire, Bonamy prend néanmoins part à une réunion saint-simonienne organisée à Nantes par Ange Guépin en avril 1833. Il obtient le mois suivant d'être muté à Cholet puis à Angers. En septembre de cette même année, il prend auprès d'Abel Transon des nouvelles de Fourier, de Considerant et de Lechevalier, ainsi que des informations sur « vos actes d’aujourd’hui, vos espérances et vos projets d’avenir ». Il s'éloigne alors de nouveau de l’École sociétaire de Fourier, avec de revenir à la foi catholique dont il s’était éloigné.
L'année suivante, Bonamy est nommé dans le service des ponts et chaussées à Nantes et s’occupe de l’entretien des routes, puis est promu ingénieur de première classe en 1843 et est fait chevalier de la Légion d’honneur en 1847. Il publie cette même année dans les Annales des ponts et chaussées un article sur une technique d’empierrement qu’il a lui-même utilisée. Il fait alors la demande d'un poste lui permettant de faire « des expériences sur une plus grande échelle », souhaitant « un service spécial d’expériences sur l’entretien de routes en empierrement, traversant plusieurs départements consécutifs convenablement choisis »
Atteint par de graves problèmes de santé depuis plusieurs années, Auguste est mis en disponibilité en 1855, il finit par se suicider en 1862.
En 1838, il épouse Amélie Virginie Pauline Bourcard, fille d'Henri Élie Eugène Bourcard, négociant, et d'Adélaïde Marie Dupuy.

## Œuvres
- Note sur l’entretien des routes en empierrement, 1847 (texte d’abord publié dans les Annales des ponts et chaussées, 1847)
- Observations sur le choix de l’emplacement de la gare dans la ville de Nantes, avec Édouard Goüin, Nantes, imp. Busseuil, s.d. [1847], 8 p.

## Sources
- « Auguste (Joachim Théodore) Bonamy », dans Dictionnaire biographique du fouriérisme
- « Nantes sous la monarchie de Juillet. 1830-1848. Du mouvement mutualiste aux doctrines utopiquesy », par Michel Aussel, Nantes, Ouest éditions, 2002